# Fantastic (stacja telewizyjna)
Fantastic – polski kodowany kanał telewizyjny dla dzieci i młodzieży. Uruchomiony został 1 listopada 1999. Program składał się głównie z 12-godzinnego pasma seriali z kanału Nickelodeon i z 2-godzinnego pasma kreskówek ze studia Xilam. Początkowo kanał pokazał seriale animowane i fabularne z lektorem. Dopiero w 2000 r. wszystkie seriale zostały zdubbingowane (lub polską wersję do nich prawdopodobnie zakupiono od TVP3 i Canal+, które je wcześniej emitowały). Z miesiąca na miesiąc stacja traciła widzów. W lipcu 2001 Zone Vision zlikwidował kanał Fantastic z powodu słabych wyników oglądalności i zbyt niskiego zasięgu. Przed oficjalnym wejściem Nickelodeon do polskiej telewizji w 2008 roku, produkcje Nickelodeon emitowano na innych kanałach, m.in. TVP3, Canal+, MiniMax (później ZigZap, obecnie teleTOON+), RTL7 (obecnie TVN 7), Polsat, MTV, TV4, Disney Channel, TVP1 i KidsCo.
Kanał nadawany był z Londynu, a za zarządzanie nim odpowiadała Vicki Geary.

## Historia
| HISTORIA POLSKIEGO FANTASTIC | |
| Rok                          | Szczegóły |
| 1999                         | 1 listopada Chello Zone uruchomił Fantastic w Polsce. Premiery kreskówek: Prawdziwe potwory; Hej, Arnold!; Pełzaki; Rocko i jego świat; KaBlam!; Ren i Stimpy; Oggy i karaluchy; Czarodziej; Głupki z kosmosu. Premiery seriali fabularnych: Świat w oczach Allegry; Klarysa wyjaśni wszystko; Ranczo; Witajcie, nowi; Przygody Piotrków. Premiery teleturniejów: Global Guts; Legends of the Hidden Temple. Premiery seriali krótkometrażowych: Chłopak na opak; Spider & Fly; Wnętrze ciała Eddiego Johnsona; Zapytaj Matkę Naturę; Jaś Fasola. |
| 2000                         | Premiery kreskówek: Dzika rodzina Thornberrych. Premiery seriali fabularnych: Kenan i Kel; Podróż Allena Strange. Wszystkie seriale zaczęto dubbingować (niektóre były prawdopodobnie zaczerpnięte od Canal+). Wcześniej był tylko lektor (prawdopodobnie zaczerpnięty od TVP3). |
| 2001                         | Premiery kreskówek: Bobry w akcji. W lipcu 2001 roku kanał Fantastic przestał być retransmitowany, a Chello Zone zlikwidował stację z powodu złych wyników oglądalności. |

## Programy Fantastic

### Pasmo Nickelodeon

#### Seriale animowane
- Bobry w akcji
- Dzika rodzina Thornberrych
- Hej Arnold!
- KaBlam!
- Pełzaki
- Prawdziwe potwory
- Ren i Stimpy
- Rocko i jego świat

#### Seriale fabularne
- Kenan i Kel
- Klarysa wyjaśni wszystko
- Podróż Allena Strange
- Przygody Piotrków
- Ranczo (Hey Dude)
- Świat w oczach Allegry
- Witajcie, nowi (Welcome Freshmen)

#### Teleturnieje
- Global Guts
- Legends of the Hidden Temple

#### Seriale krótkometrażowe
- Chłopak na opak
- Jaś Fasola
- Spider & Fly
- Wnętrze ciała Eddiego Johnsona
- Zapytaj Matkę Naturę

### Pasmo kreskówek ze studia Xilam
- Czarodziej (The Magician)
- Głupki z kosmosu
- Oggy i karaluchy